# 청자 상감운학국화문 합
청자 상감운학국화문 합(靑瓷 象嵌雲鶴菊花文 盒)은 상감기법으로 구름 사이를 노니는 학과 국화 무늬를 새긴, 고려청자 합이다. 대한민국 전라남도 강진군 강진청자박물관에 있다. 2008년 8월 5일 전라남도의 유형문화재 제293호로 지정되었다.

## 개요
합은 음식을 담는 데 쓰이며 자그마한, 뚜껑이 달린 그릇이다. 이 합은 뚜껑 부분에 국화꽃무늬와 운학문(雲鶴文)이 상감기법(象嵌技法)으로 장식되어 있다. 현재 합의 몸통에 해당하는 발과 뚜껑, 합을 받치는 받침이 파손되지 않고 완전히 남아 있다.
고려 후기에 제작된 것으로 추정되며, 국보 제220호 청자 상감 용봉모란문 합 및 탁과 형태가 매우 유사하다.

## 같이 보기
- 고려청자